# جورج بي جنكينز
جورج بي جنكينز (بالإنجليزية: George P. Jenkins)‏ هو شخصية أعمال أمريكي، ولد في 24 فبراير 1915، وتوفي في 14 أكتوبر 2009.